# Bléomycine
La bléomycine est un agent anti-cancéreux. C'est un peptide non ribosomique produit par la bactérie Streptomyces verticillus. Elle agit comme antibiotique glycosylé linéaire, par induction de rupture du brin d'ADN (inhibition de la transcription et de la réplication de l'ADN). On l'utilise dans le traitement des lymphomes, des carcinomes à cellules squameuses, le cancer des testicules, la pleurodèse, les verrues plantaires, les chéloïdes…

## Historique
La bléomycine a été découverte en 1966 par le scientifique japonais Hamao Umezawa à la suite d'un criblage portant sur une activité anticancéreuse de filtrats de Streptomyces verticillusais. La bléomycine a été commercialisée au Japon en 1969 et aux Etats-Unis en 1973 par la firme Bristol-Myers Squibb.

## Mécanisme d'action
La Bléomycine agit par oxydation des molécules, conduisant à un stress oxydatif, et provoque des dommages à l'ADN, entre autres implications .

## Divers
Elle fait partie de la liste des médicaments essentiels de l'Organisation mondiale de la santé (liste mise à jour en avril 2013).